# Emmanuel Dennis
Ne doit pas être confondu avec Emmanuel Denis.
Emmanuel Dennis, né le 15 novembre 1997 à Abuja au Nigeria, est un footballeur international nigérian. Il évolue actuellement au poste d'ailier gauche au Blackburn Rovers, en prêt de Nottingham Forest.

## Biographie
Il inscrit six buts en première division ukrainienne lors de la saison 2016-2017 avec le club du Zorya Louhansk.
Le 29 juillet 2017, lors de la première journée du championnat de Belgique, il inscrit avec le FC Bruges un doublé sur la pelouse de Lokeren (victoire 0-4).
Le 21 juin 2021, il rejoint Watford pour un transfert aux alentours de 4 millions d’euros. Sa première partie de saison est très bonne, en effet il inscrit 6 buts et délivre 5 passes décisives en seulement 14 matchs de Premier League. Il est même élu Hornet du mois des mois d’août et de Novembre 2021. En février 2025, Nottingham Forest le prête au club Blackburn Rovers (2ème division anglaise). 

## Palmarès
- Club Bruges KV
  - Championnat de Belgique
    - Champion : 2018 et 2020
    - Vice-champion : 2019